# Raghunathpur (Telangana)
Raghunathpur es una ciudad censal situada en el distrito de Yadadri Bhuvanagiri en el estado de Telangana (India). Su población es de 4008 habitantes (2011). 

## Demografía
Según el censo de 2011 la población de Raghunathpur era de 4008 habitantes, de los cuales 5186 eran hombres y 5016 eran mujeres. Raghunathpur tiene una tasa media de alfabetización del 72,04%, superior a la media estatal del 67,02%: la alfabetización masculina es del 78,39%, y la alfabetización femenina del 59,08%